# Alonso I de Fonseca

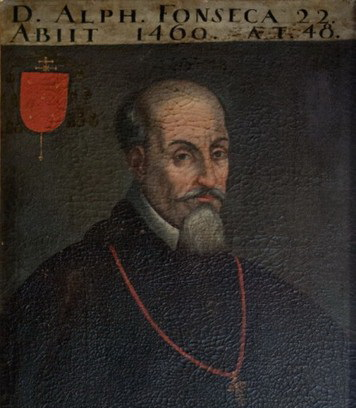
Alonso I de Fonseca

Alonso de Fonseca y Ulloa (Toro, 1418 – Coca (Segovia) 1473) ook wel genoemd Alonso I de Fonseca, was bisschop van Ávila en aartsbisschop van Sevilla. 
Alonso I de Fonseca was een zoon van Antonio Francisco de Fonseca en Mariana de Ulloa, dochter van Juan Alonso de Ulloa, een raadsman van koning Hendrik IV van Castilië.
Alonso bekleedde tijdens zijn leven vele verschillende posten. Zo was hij aartsdeken van Salnés, kapelaan van prins Hendrik van Castilië, abt van Valladolid, bisschop van Ávila van 7 april 1445 tot februari 1454 en aartsbisschop van Sevilla vanaf 4 februari 1454 tot 1473. 
Alonso I de Fonseca sloot in 1455 het huwelijk tussen Hendrik IV van Castilië en Johanna van Portugal.

## Familie
Alonso I de Fonseca maakte deel uit van een familie waarin meerdere bisschoppen voorkomen. Zo was zijn neef Alonso de Fonseca y Acevedo bisschop van Santiago de Compostella, net als diens zoon,  Alonso III de Fonseca. 
Nadat de aartsbisschop van Santiago de Compostella, Rodrigo de Luna, in 1460 onder verdachte omstandigheden was gestorven wendde Alfonso I  zijn invloed aan om ervoor te zorgen dat zijn achterneef, Alonso de Fonseca y Acevedo, aartsbisschop van Santiago de Compostella werd.
Volgens de Spaanse geschiedschrijver Diego Enríquez del Castillo, die vertelt over het leven van de bisschop in zijn Crónica del rey Enrique IV, was deze Alonso II een verrader, en ambitieuze despoot. Edelen en burgers wilden niets van hem weten en stelden voor om Luis Osorio, zoon van de graaf van Trastámara als bisschop van Santiago de Compostella aanstellen.  Aanhangers van zowel Alonso II en Luis Osorio reisden vervolgens naar Rome om bij Pius II om een aanstelling van hun favoriet te bepleiten. 
Ten slotte kreeg Alonso II de voorkeur, dankzij de bemoeienis van zijn oom en van Hendrik IV en werd in 1460 aartsbisschop van Santiago. Oom Alonso I vertrekt vervolgens naar Galicië  om daar de rust te herstellen, terwijl zijn neef de zetel van Sevilla inneemt. Zo ruilden de bisschoppen dus van zetel. Toen Alonso I terug wilde keren naar Sevilla, wilde Alonso II daar echter niets van weten en moest hij uiteindelijk zelfs met geweld door interventie van de graaf van Medina Sidonia en van de edelman Beltrán de la Cueva ertoe gedwongen worden naar Santiago terug te keren. 
- Biblioteca Nacional de España: XX1554102
- International Standard Name Identifier: 0000 0000 3854 4303
- Library of Congress Control Number: n2003045480
- Système universitaire de documentation: 112916643
- Virtual International Authority File: 46136648
- WorldCat: E39PBJcWpY6HY3t4fgHCJC3JDq